# Željko Kopić
Željko Kopić, Osijek 10 de septiembre de 1977) es un exfutbolista y entrenador croata. Actualmente entrena a la cantera del Dinamo Zagreb.

## Trayectoria

### Como jugador
En su trayectoria como jugador, Željko Kopić jugó en los clubes croatas del NK Čakovec, NK Marsonia para luego marcharse al club australiano Sydney United FC y retirarse después de su aventura oceánica en su país natal jugando con el NK Hrvatski Dragovoljac.

### Como entrenador
En el 2009 es nombrado técnico del NK Zagorec Krapina de la 4. HNL croata, pero dos meses después firmó por el HNK Segesta.En su primera aventura como entrenador consiguió 5 victorias, 1 empate y 1 derrota.
En la temporada 2011/12 sustituyó  al anterior entrenador del NK Lučko, Dražen Biškup, un recién ascendido a la Prva HNL, pero no pudo evitar su descenso.
La temporada siguiente firma un contrato de dos años con el HNK Cibalia Vinkovci debido a que el anterior entrenador, tuvo problemas con la grada. Tras una mala racha de resultados abandona el club.
La temporada siguiente firma por el NK Zagreb, equipo recién ascendido a la máxima categoría del fútbol croata, al que deja en quinta posición de la tabla y tras esa temporada ficha por el Slaven Belupo en el que permanece dos años y medio y es cesado por los malos resultados aunque llegó a jugar la final de Copa de la temporada 2015/16.
En noviembre de 2017 firma con el Hajduk Split Tras una serie de malos resultados y la eliminación de la Europa League ante el Steaua de Bucarest en las rondas clasificatorias decide abandonar el club a inicios de la temporada 2018/19.
En octubre de 2018 pone rumbo al Pafos FC chipriota. Esa temporada logró el objetivo para el que fue contratado:Mantener al equipo en la Primera División en su estreno en la categoría, pero la siguiente temporada, establecidos unos objetivos más altos, no logró lo que la Junta esperaba de él y fue cesado con la liga en curso.
En abril de 2020 pasa a entrenar al  Dinamo Zagreb.

### Estadísticas como entrenador
| Club                    | País    | Año       | P  | PG | PE | PP | % v.   |
| ----------------------- | ------- | --------- | -- | -- | -- | -- | ------ |
| NK Zagorec Krapina      | Croacia | 2009      | 7  | 5  | 1  | 1  | 71,43% |
| HNK Segesta             | Croacia | 2009-2010 |    |    |    |    |        |
| NK Lučko Zagreb         | Croacia | 2011-2012 | 24 | 5  | 12 | 7  | 20,83% |
| HNK Cibalia Vinkovci    | Croacia | 2012-2013 | 15 | 4  | 3  | 8  | 26,66% |
| NK Zagreb               | Croacia | 2014-2015 | 37 | 13 | 7  | 17 | 35,13% |
| Slaven Belupo           | Croacia | 2015-2017 | 96 | 29 | 27 | 40 | 30,21% |
| Hajduk Split            | Croacia | 2017-2018 | 34 | 16 | 10 | 8  | 47,06% |
| Pafos FC                | Chipre  | 2018-2019 | 36 | 14 | 9  | 13 | 38,88% |
| Dinamo Zagreb (cantera) | Croacia | 2020 -    | 0  | 0  | 0  | 0  | 0      |

Desde diciembre de 2023, entrenador en Dinamo de Bucarest.